# إغماء
الإغماء (بالإنجليزية: Syncope or fainting) المعروف أيضًا باسم فقدان الوعي، أو الغشيان، هو فقدان الوعي وقوة العضلات التي تتميز ببداية سريعة، مدة قصيرة، وانتعاش تلقائي. يحدث بسبب انخفاض تدفق الدم إلى الدماغ، عادة من انخفاض ضغط الدم. هناك أحيانا أعراض قبل فقدان الوعي مثل شعور بالإغماء، تعرق، بشرة شاحبة، عدم وضوح الرؤية، غثيان، قيء، أو شعور بالدفء. قد يرتبط الإغماء أيضا بنوبة قصيرة من ارتعاش العضلات. يمكن أيضا تحديد الأسباب النفسية عندما يعاني المريض من الخوف، القلق، أو الذعر؛ خاصة قبل حدث مرهق عادة ما يكون طبيا بطبيعته. عندما لا يتم فقدان الوعي وقوة العضلات تماما، يطلق عليه قبل الإغماء. يوصى بمعاملة قبل الإغماء مثل الإغماء.
تتراوح الأسباب من غير خطيرة إلى قاتلة محتملة. هناك ثلاث فئات واسعة من الأسباب: متعلق بالقلب أو الأوعية الدموية؛ المنعكس، المعروف أيضا باسم الوساطة العصبية؛ وانخفاض ضغط الدم الانتصابي. المشاكل في القلب والأوعية الدموية هي السبب في حوالي 10٪ وعادة ما تكون الأكثر خطورة في حين أن بوساطة عصبية هي الأكثر شيوعا. قد تشمل الأسباب المرتبطة بالقلب إيقاع القلب غير الطبيعي، مشاكل في صمامات القلب أو عضلة القلب وانسداد الأوعية الدموية الناجمة عن الانسداد الرئوي أو تشريح الأبهر من بين أمور أخرى. يحدث الإغماء بوساطة عصبية عندما تتوسع الأوعية الدموية وينخفض معدل ضربات القلب بشكل غير لائق. قد يحدث هذا إما من حدث مثير مثل رؤية الدم، الألم، المشاعر القوية، أو نشاط معين مثل التبول، القيء، أو السعال. قد يحدث الإغماء بوساطة عصبية أيضًا عندما يتم الضغط على منطقة في الرقبة تعرف باسم الجيوب السباتية. النوع الثالث من الإغماء يرجع إلى انخفاض ضغط الدم عند تغيير الوضع كما هو الحال عند الوقوف. غالبًا ما يرجع ذلك إلى الأدوية التي يتناولها الشخص ولكن قد يكون مرتبطا أيضا بالجفاف، فقر الدم، النزيف الكبير أو العدوى. يبدو أيضا أن هناك مكونا وراثيا للإغماء.
التاريخ الطبي، الفحص البدني، وتخطيط كهربائية القلب (ECG) هي أكثر الطرق فعالية لتحديد السبب الأساسي. تخطيط القلب مفيد للكشف عن إيقاع القلب غير الطبيعي وضعف تدفق الدم إلى عضلة القلب والقضايا الكهربائية الأخرى، مثل متلازمة كيو تي الطويلة ومتلازمة بروجادا. قد يشير انخفاض ضغط الدم وسرعة معدل ضربات القلب بعد الحدث إلى فقدان الدم أو الجفاف، في حين يمكن ملاحظة انخفاض مستويات الأكسجين في الدم بعد الحدث لدى المصابين بالانسداد الرئوي. قد تكون الاختبارات الأكثر تحديدا مثل مسجلات الحلقة القابلة للزرع، اختبار طاولة الإمالة، أو تدليك الجيوب السباتية مفيدة في الحالات غير المؤكدة. التصوير المقطعي المحوسب (CT) غير مطلوب بشكل عام ما لم تكن هناك مخاوف محددة. تشمل الأسباب الأخرى للأعراض المماثلة التي ينبغي مراعاتها النوبات، السكتة الدماغية، الارتجاج، انخفاض الأكسجين في الدم، انخفاض نسبة السكر في الدم، تسمم المخدرات وبعض الاضطرابات النفسية وغيرها. يعتمد العلاج على السبب الكامن. يمكن إدخال أولئك الذين يعتبرون معرضين لخطر كبير بعد التحقيق إلى المستشفى لمزيد من المراقبة للقلب.
يؤثر الإغماء على حوالي ثلاثة إلى ستة من كل ألف شخص كل عام. إنه أكثر شيوعاً لدى كبار السن والإناث. هذا هو السبب في واحد إلى ثلاثة في المائة من الزيارات إلى أقسام الطوارئ والدخول إلى المستشفى. ما يصل إلى نصف النساء فوق سن 80 وثلث طلاب الطب يصفون حدثا واحداً على الأقل في مرحلة ما من حياتهم. من بين أولئك الذين قدموا مع الإغماء إلى قسم الطوارئ، توفي حوالي 4٪ في الثلاثين يوما التالية. ومع ذلك، يعتمد خطر حدوث نتيجة سيئة إلى حد كبير على السبب الأساسي.

## أسباب الإغماء (الغشيان)
قد يحدث انخفاض تدفق الدم إلى المخ لعدة أسباب مثل :
1. إخفاق القلب بضخ الدم.
2. عدم امتلاك الأوعية الدموية للتوتر والشد الكافيين للحفاظ على الضغط اللازم لإيصال الدم إلى المخ.
3. لا يوجد ما يكفي من الدم داخل الأوعية الدموية.
4. خليط من الأسباب السابقة أعلاه.

### اضطرابات النظم
اضطرابات النظم هي أكثر الأسباب شيوعاً للإغماء، أو الغشيان. فغالبا ما يُعزى الإغماء إلى نقص مؤقت في تروية الدماغ الاعتيادية. في بعض الأحيان، يكون اضطراب نظم القلب أمراً خطيراً, وقد يشكل تهديدا محتملا للحياة. فالقلب هو مضخة كهربائية، فإذا وجدت مشاكل ضمن هذه الشبكة فإن الاحتمال عالي جداً أن يصبح القلب غير قادر على ضخ الدم بصورة كافية؛ مما قد يتسبب ضمن المدى القصير بانخفاض في ضغط الدم. المشاكل الكهربائية قد تتسبب في جعل القلب ينبض بسرعة عالية أو ببطء شديد أو اضطراب في النبض أو توقفه تماماً.
خفقان القلب السريع أو ما يسمى تسرّع القلب هو إيقاع نبض شاذ يتولد إما في حجرتي الأذينين في الأعلى أو حجرتي البطينين في أسفل القلب، وقد تشكل خطرا على حياة المصاب. إذا قام القلب بالنبض بصورة سريعة قد لا يوفر للدم الوقت الكافي لملء حجرات القلب في الفترة بين النبضات المتعاقبة؛ الأمر الذي سيقلل من كمية الدم الذي يفترض من القلب أن يقوم بضخه إلى أعضاء الجسم. تسرُّع القلب يمكن أن يحدث في أي سن وقد لا يكون ذا صلة بأمراض تصلب القلب.
في حالة بطء القلب قد لا يكون القلب قادر على إدامة ضغط الدم المطلوب لتوصيل الدم إلى الجسم. فمع شيخوخة القلب يمكن للشبكة الكهربائية ضمن القلب أن تصبح هشة وضعيفة مما سيؤثر سلباً على القلب، والاضطرابات في النظام الكهربائي تؤدي إلى تباطىء في دقات القلب أو عدم انتظامها.
بغض النظر عن المشاكل الكهربائية في القلب، قد يكون السبب في ما يحدث عائدا إلى تداخلات دوائية. عند استعمال أدوية التحكم بضغط الدم، كتلك المحتوية على حاصرات بيتا أو حاصرات قنوات الكالسيوم، فيمكن للقلب في بعض الأحيان، أن يصبح أكثر حساسية لهذه الأدوية؛ وبشكل غير طبيعي، وبالتالي ينبض بصورة بطيئة وعليه تنخفض كمية الدم الصادرة منه.

### تركيب عضلة القلب
المشاكل البنيوية في القلب قد تتسبب في الإغماء أو الغشيان، إما بسبب وجود مشكلة في قدرة القلب على ضخ الدم بشكل كاف و/أو بسبب وجود مشاكل ضمن صمامات القلب. فعند تلف عضلة القلب أو التهابها، تنخفض قدرتها على ضخ الدم اللازم لتلبية احتياجات الجسم. ومن أمثلة الإصابات التي تؤدي لذلك اعتلال عضلة القلب أو احتشاء عضلة القلب.

### إصابات صمامات القلب
تشوهات صمامات القلب يمكن أيضاً أن تسبب الإغماء أو الغشيان. الصمامات تسمح للدم بالسير في الاتجاه الصحيح عندما يضخ القلب. مشاكل صمامات القلب يمكن أن تشمل التضيُّق (بالإنجليزية: stenosis) أو التسريب (بالإنجليزية: insufficiency). أيٌ من هاتين الحالتين يمكن أن تتسبب في مشاكل تؤدي إلى عدم الحفاظ على تدفق دم كاف إلى الجسم.

### الإغماء الوعائي المبهمي
الإغماء الوعائي المبهمي أو الغشيان، ويدعى الإغماء الشائع أو الإغماء القلبي العصبي وهو واحد من أكثر الأسباب شيوعا للإغماء. وهي حالة ينعدم بها التوازن بين الادرينالاين وأسيتيل كولين. فالادرينالاين يحفز الجسم، بما في ذلك جعل نبض القلب الأسرع والأوعية الدموية أضيق. بينما يقوم الأسيتيل كولين بمهمة معاكسة. عند تحفيز العصب المبهم، هو يتم إفراز كميات إضافية من السيتيل كولين، مما يؤدي إلى تباطؤ في دقات القلب وتتوسع الأوعية الدموية، مما يجعل من الصعب على الدم التغلب على الجاذبية الأرضية فيتجمع في القدمين بدلا من أن يتم ضخه إلى المخ. هذا الانخفاض المؤقت في تدفق الدم إلى الدماغ يسبب الإغماء المعروف باسم الإغماء الوعائي المبهمي. يمكن للألم أن ينبه العصب المبهم؛ لهذا فالألم هو محفز شائع لحدوث الإغماء الوعائي المبهمي. يوجد عدة محفزات يمكن أن تؤدي للإغماء الوعائي المبهمي خاصة إذا ما كان المحفز مسببا لغثيان منها: رؤية منظر الدم لدى بعض الناس، هياج عاطفي شديد أو ألم حاد، كما يمكن حدوثه أثناء عملية التبول أو التغوط أو حتى السعال، تنبيه الجيب السباني في الشريان السباني في الرقبة، حالات التجفاف، بعض الأدوية كخافضات الضغط، تغيير مفاجئ في مستوى الجسم من حالة الاستلقاء أو الجلوس إلى الوقوف مثلا وهذا يؤدي إلى هبوط ضغط انضابي
وقد يغمى على البعض عند سماع أخبار سيئة؛ والبعض الآخر عند رؤية منظر الدم أو الوخز بالإبر. عادة يسبق الإغماء إحساس بالغثيان مع التعرق، شحوب في لون المصاب، اضطراب الرؤية، صوت أجراس في الأذنين، والإحساس بالضعف، بعد انتهاء نوبة الإغماء يشعر المصاب بالإعياء لكنه لا يكون مشوش الذهن
نقص ضغط الدم القيامي، عندما يكون ضغط الدم أقل من الطبيعي عندما ينتقل الإنسان من وضعية الاستلقاء إلى وضعية الجلوس أو عندما يقف بشكل مفاجئ.

### هبوط ضغط الدم الانتصابي
هبوط ضغط الدم الانتصابي، (بالإنجليزية: Orthostatic hypotension) أو ما يعرف بانخفاض ضغط الدم النسبي عند الوقوف.
يجب أن تحافظ الأوعية الدموية على توتر معين ضمن جدرانها حتى يتمكن الجسم من تحمل آثار الجاذبية مع عند تغير وضعيته. فعندما تغير وضعية الجسم من الاستلقاء إلى الوقوف، يقوم الجهاز العصبي المستقل (ذلك الجزء من المخ الذي لا يخضع لسيطرة الوعي)، يزيد من التوتر والشد في جدران الأوعية الدموية، مما يؤدي إلى تقلص قطرها وضموره، وفي نفس الوقت يقوم هذا الجهاز بزيادة معدل دقات القلب حتى يمكن ضخ الدم صعودا إلى الدماغ. ومع زيادة عمر الشخص يمكن لأوعيته الدموية أن تصبح اقل مرونة، ويصاب بنقص ضغط الدم الانتصابي وبالتالي قد يصاب بالإغماء.

### الأنيميا
فقر الدم (انخفاض في عدد خلايا الدم الحمراء)، سواء نتج بسبب نزيف حاد أو تدريجيا لأسباب متنوعة، يمكن أن يؤدي إلى الإغماء بسبب عدم وجود ما يكفي من خلايا الدم الحمراء لإيصال الأوكسجين إلى المخ.

### الجفاف
الجفاف (بالإنجليزية: Dehydration)، أو نقص المياه في الجسم يمكن أن يسبب الإغماء أو الغشيان. يمكن أن ينتج هذا بسبب فقدان الماء بصورة سريعة بسبب القئ والاسهال والتعرق، أو عدم شرب الكفاية من السوائل. بعض الأمراض مثل مرض السكري يمكن أن تسبب الجفاف عن طريق زيادة فقدان الماء في البول.

### نظام تغذية قاعدة الدماغ
الأوعية الدموية المغذية للدماغ لا تختلف من أي فئة أخرى من الأوعية الدموية في الجسم ومعرضه كغيرها لخطر التضيُّق مع التقدم في السن، والتدخين، وارتفاع ضغط الدم، وارتفاع الكوليسترول، ومرض السكري. وبينما تزود الشراين السباتية أجزاء الدماغ الخاصة بالتفكير توجد مجموعة أخرى من الشرايين لإمداد قاعدة الدماغ. هذا النظام أيضاً عرضة لتضيق، وفي حالة حدوث ذلك قد يحدث أحيانا انقطاع مؤقت بسيط في تدفق الدم اللازم إلى منطقة وسط الدماغ وجهاز التنشيط العصبي, مما يؤدي إلى الغشيان.

### اختلال توازن الكهرال
الكهرال والتغيرات الفجائية في الهرمونات قد تكون مسؤولة عن بعض حالات الغشيان، بيد أن حالات الغشيان هذه هي نتيجة لآثار التغيرات على القلب والأوعية الدموية وليس لها تأثير مباشر على حالة الوعي.

### الأدوية والعقاقير
الأدوية والعقاقير يمكن أن تتسبب بالإغماء أو الغشيان بما فيها أدوية ارتفاع الضغط التي تقوم بتوسعة الأوعية الدموية. مضادات الاكتئاب يمكن أن تؤثر على نشاط القلب الكهربائي. وهنالك العقاقير التي تؤثر على الحالة العقلية مثل تلك التي تؤثر على مراكز الالم، أوالكحول، أوالكوكايين.

### الحمل
الغشيان يمكن أيضا أن يصيب الحامل. يعتقد أن ذلك يعود لضغط الرحم المتمدد على الوريد الأجوف السفلي (بالإنجليزية: inferior vena cava) (الوريد الذي يعيد الدم إلى القلب) ويعزى أحيانا إلى نقص ضغط الدم الانتصابي.

## الأعراض
المصاب بالإغماء لن يشعر بالإغماء بسبب طبيعة الإغماءة. إلا أنه سيدرك حدوث الإغماء بعد استيقاظه. قد تظهر أعراض أو علامات قبل حدوث الإغماء، هذه الأعراض يمكن أن تشمل:
الدوار، الغثيان، التعرق، أو الضعف العام. قد يشعر المصاب بالدوخة أو الدوار، قد تخبو الرؤية وتصبح ضبابية، وقد يسمع الصوت بصورة مكتومة وكأنه في نفق أو يشعر بالتنمُّل والتوخُّز في الأطراف. قد يصاحب الإغماء تشنج بسيط ولهذا قد يعتقد البعض أن ما حصل هو نوبة. كما يمكن أن يصاب الشخص بارتباك بسيط بعد الإغماء ولكن الإرباك لا يتعدى بضع ثوان. بعد انتهاء الإغماءة يستعيد المريض كامل وظائفه العقلية، إلا أنه قد تظهر علامات وأعراض أخرى تبعا للسبب الكامن وراء الإغماء. فعلى سبيل المثال، إذا كان الإغماء بسبب أزمة قلبية, فقد يستيقظ الشخص وهو يشكو من الم في الصدر أو ضغط.

## التشخيص
كما هو الحال في معظم الحالات المرضية، فإن تشخيص المصاب هو مفتاح معرفة التشخيص السليم. وبما أن معظم حوادث الغشيان لا تحدث في أثناء ارتداء المصاب لجهاز تخطيط القلب، فلا يوجد إلا وصف المصاب لكيفية إغمائه ووصف من كان موجودا معه من زملاء أو عائلته. هذا الوصف هو ما سيقدم القرائن التي ستؤدي إلى التشخيص السليم.
الفحص البدني يستعمل لمحاولة البحث عن دلائل يمكن أن تعطي الاتجاه الصحيح للبدء بالتشخيص. فمراقبة القلب يمكن أن تتم للبحث عن اضطرابات ضربات القلب. يمكن تدقيق ضغط الدم أثناء الاستلقاء والوقوف للكشف عن نقص ضغط الدم الانتصابي. فحص القلب والرئة، والنظام العصبي قد كشف سببا محتملا إذا ظهر أي أمر غير طبيعي. التحاليل المخبرية الأولية يمكن أن تشمل رسم القلب (ECG) واختبارات الدم مثل تعداد الدم الكامل (CBC)، الانحلال كهربائي، فحص الجلوكوز، واختبارات وظائف الكلى. يمكن أيضا إجراء اختبارات الغدة الدرقية.
اضطرابات ضربات القلب قد تكون عابرة ولا تظهر بوضوح وقت إجراء الفحص. في بعض الأحيان، يمكن للمريض أن يستخدم راصد هولتر (بالإنجليزية: Holter monitor) حيث يمكن ارتداؤه لمدة 24 أو 48 ساعة أو لمدة تصل إلى 30 يوما. حيث يمكن كشف إيقاعات القلب الشاذة التي قد تشكل السبب المحتمل الغشيان.
طاولة الميَلان هو اختبار ممكن استخدامه للكشف عن نقص ضغط الدم الانتصابي وعادة ما يكون ذلك في العيادات الخارجية. حيث يوضع المريض على طاولة لها زوايا ميلان مختلفة تعدل كل 30-45 دقيقة. ويقاس ضغط الدم ومعدل النبض لدى المريض في زوايا الميلان المختلفة.
وتبعا لتوصيات الطبيب يمكن تصوير المخ باستخدام الأشعة المقطعية (بالإنجليزية: CT scan) أو الرنين المغناطيسي تصوير الرنين المغنطيسي (بالإنجليزية: magnetic resonance imaging (MRI)). كثيراً ما تكون نتائج هذه الاختبارات اعتيادية ويتم اعتماد نتائج تشخيص افتراضية في الحالات التي لا يوجد بها خطر على الحياة.

## معرض صور

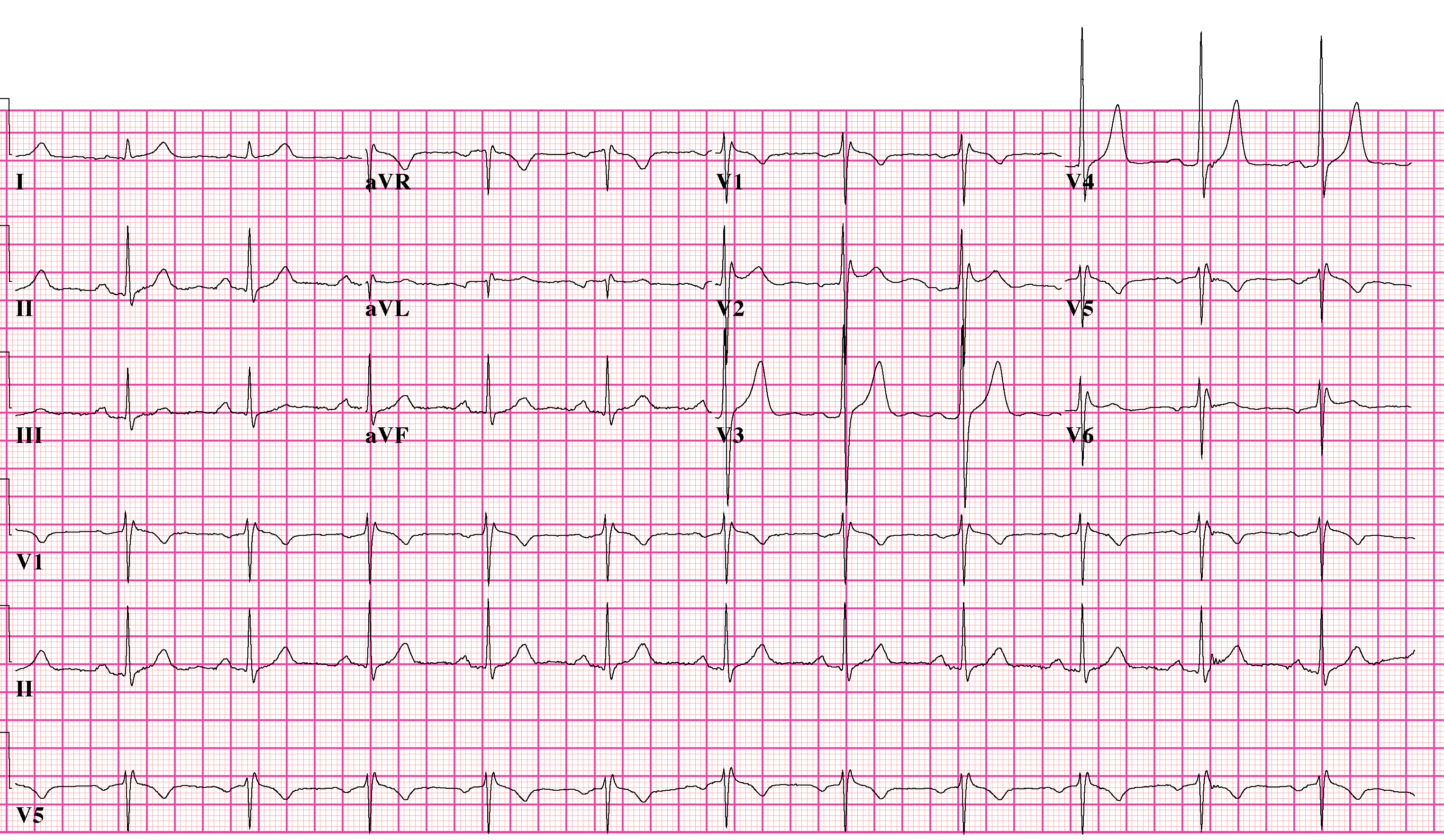
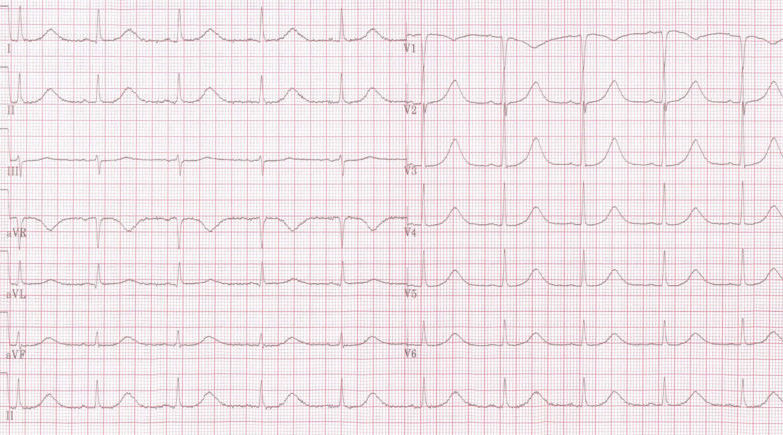
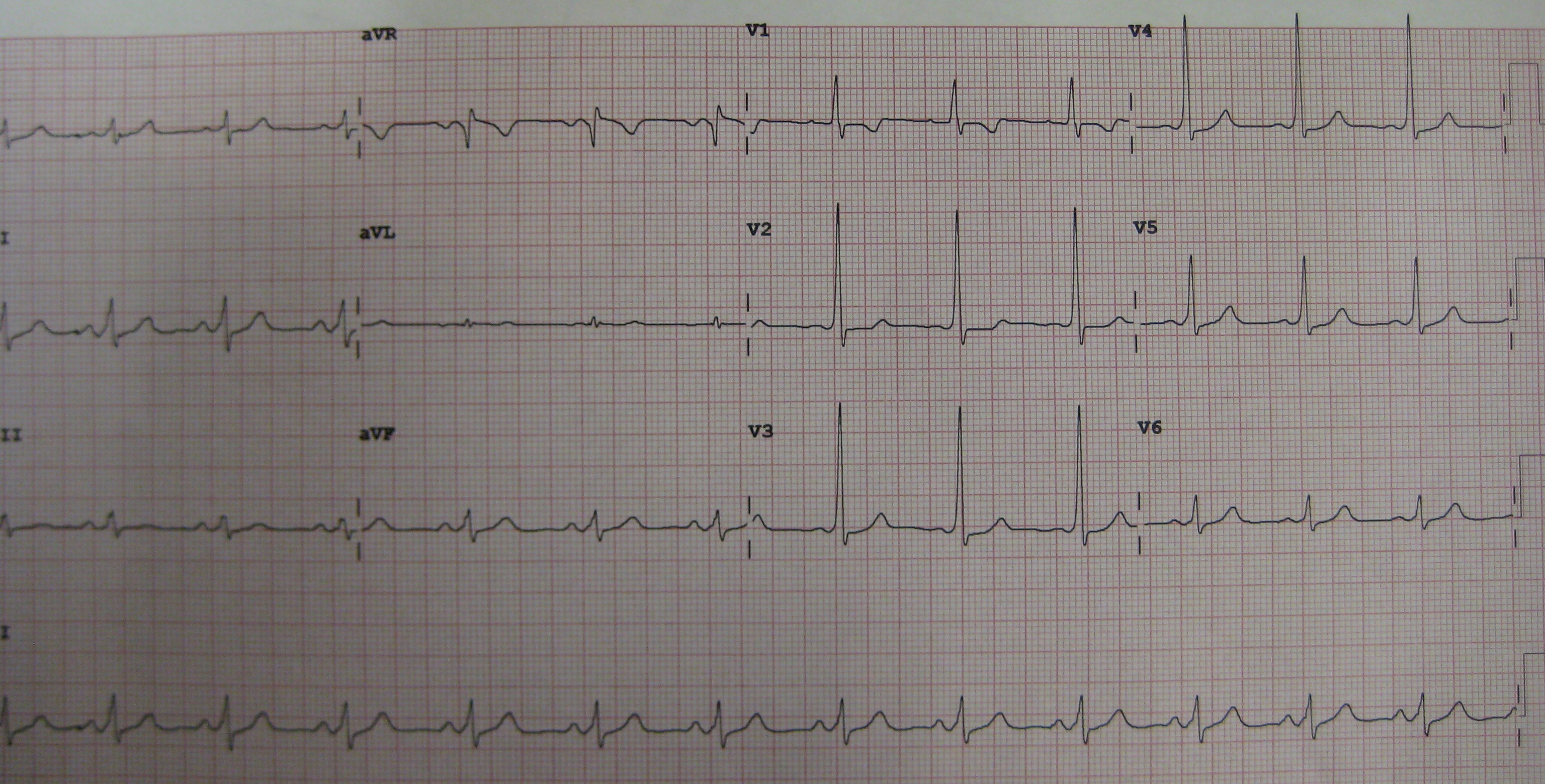
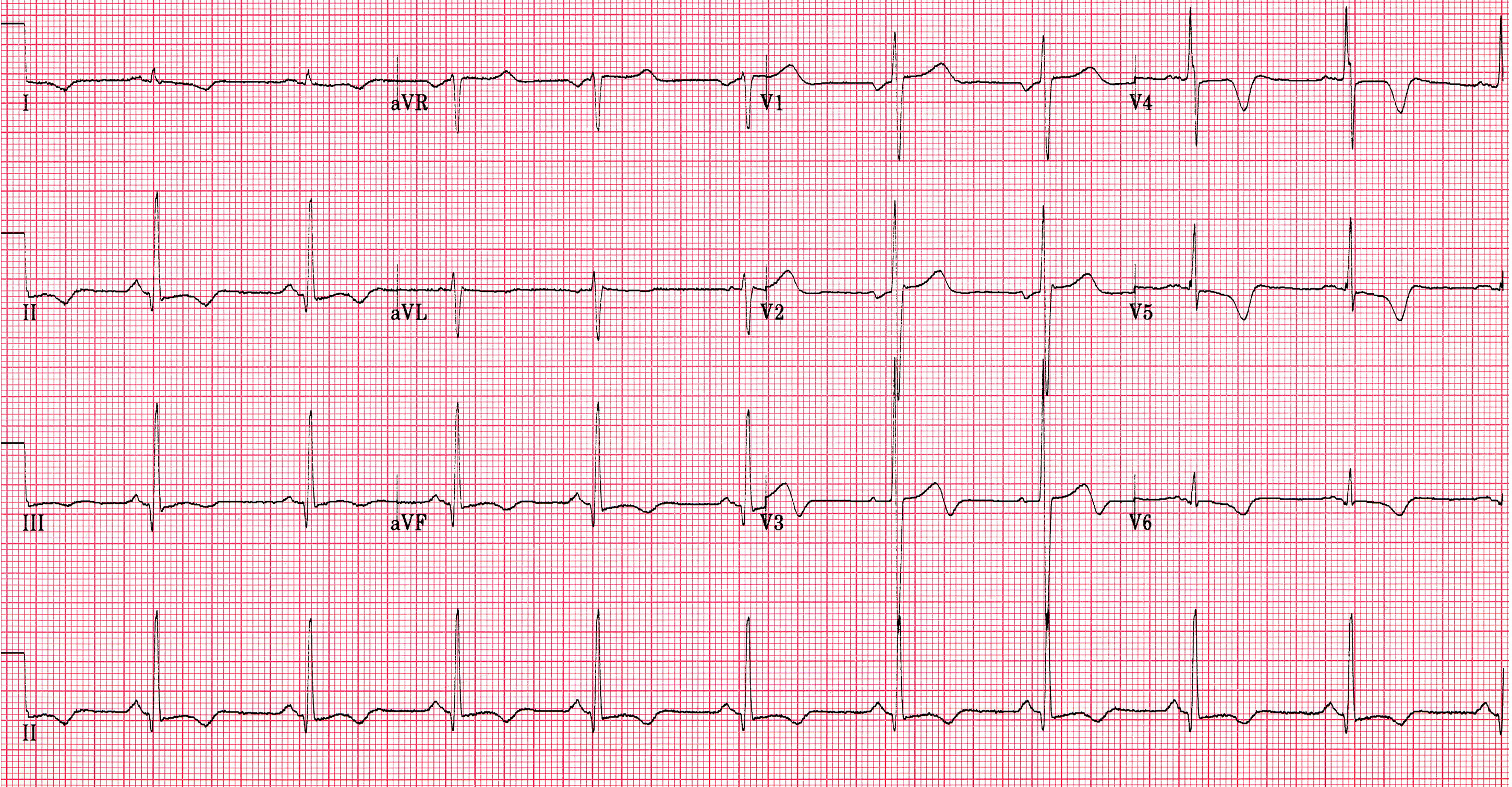